# Észak-kaukázusi szövetségi körzet

Az Észak-kaukázusi szövetségi körzet elhelyezkedése.

Az Észak-kaukázusi szövetségi körzet (oroszul Северо-Кавказский федеральный округ, Szevero-kavkazszkij fegyeralnij okrug) Oroszország nyolc szövetségi körzetének egyike.

## Jellemzése
Mint neve is mutatja, a Kaukázus északi oldalán helyezkedik el. Területe  az ország területének kb. 1%-a. Lakóinak száma nem éri el a 10 milliót.
- Az elnöki képviselet székhelye: Pjatyigorszk
- Az elnök meghatalmazott képviselője: Alekszandr Gennagyijevics Hloponyin (2010. január 19. óta; korábban a Krasznojarszki határterület kormányzója volt). Hloponyint egyben a kormányfő – a megbízatás kezdetekor: Vlagyimir Vlagyimirovics Putyin – helyettesévé is kinevezték.

A szövetségi körzetet Dmitrij Anatoljevics Medvegyev elnök 2010. január 19-én kelt rendeletével hozta létre a korábbi Déli szövetségi körzet egy részéből.

### Részei
Ebbe a szövetségi körzetbe tartozik a föderáció 7 alanya (szubjektuma):
| Az Észak-kaukázusi szövetségi körzet térképe | Az Észak-kaukázusi szövetségi körzet térképe | Az Észak-kaukázusi szövetségi körzet térképe | Az Észak-kaukázusi szövetségi körzet térképe |
| #                                            | Zászló                                       | A föderáció alanya                           | Székhely                                     |
| -------------------------------------------- | -------------------------------------------- | -------------------------------------------- | -------------------------------------------- |
| 1                                            | Csecsenföld zászlaja                         | Csecsenföld                                  | Groznij                                      |
| 2                                            | Dagesztán zászlaja                           | Dagesztán                                    | Mahacskala                                   |
| 3                                            | Észak-Oszétia zászlaja                       | Észak-Oszétia                                | Vlagyikavkaz                                 |
| 4                                            | Ingusföld zászlaja                           | Ingusföld                                    | Magasz                                       |
| 5                                            | Kabard- és Balkárföld zászlaja               | Kabard- és Balkárföld                        | Nalcsik                                      |
| 6                                            | Karacsáj- és Cserkeszföld zászlaja           | Karacsáj- és Cserkeszföld                    | Cserkesszk                                   |
| 7                                            | A Sztavropoli határterület zászlaja          | Sztavropoli határterület                     | Sztavropol                                   |